# Султанский, Иосиф Исаакович
Ио́сиф Исаа́кович Султа́нский (1851, Таврическая губерния — 1922, Киев) — караимский учёный и учитель, с ранней молодости занимавший должности меламмеда и газзана, причём последние 39 лет состоял на службе в киевской караимской общине. Потомственный почётный гражданин.

## Биография
Родился в семье Исаака Марковича Султанского, известного в будущем караимского учителя и газзана, и его первой жены Назлы Моисеевны. В 1876 году окончил евпаторийский мидраш, где изучил родной и древнееврейский языки, богословие, а также произведения караимских и еврейских классиков. В 1879 году занял должность младшего газзана караимского молитвенного дома в Полтаве, в 1883 году переведён на тот же пост в киевский молитвенный дом. В 1892 году повышен до звания старшего газзана. Возведён в потомственное почётное гражданство в 1903 году. В 1910 году участвовал в Первом национальном караимском съезде в Евпатории.
Научных трудов не оставил, но оказал большое влияние на известных киевских табачных фабрикантов братьев Соломона и Моисея Ароновичей Когенов и убедил их выделить средства на постройку кенассы, которая является одним из лучших художественно-архитектурных украшений Киева.

## Награды
- серебряная медаль с надписью «За усердие» для ношения на шее на Станиславской ленте (1890)[5];
- золотая медаль с надписью «За усердие» для ношения на шее на Александровской ленте (1915)[6],
- золотая медаль с надписью «За усердие» для ношения на шее Станиславской ленте,
- медаль Красного Креста «В память русско-японской войны»;
- светло-бронзовая медаль «В память 300-летия царствования дома Романовых»[2].